# فلم كراكيب
فيلم كراكيب هو فيلم تسجيلي قصير من إخراج أحمد نادر ونهال القوصي. حصل الفيلم على جائزة هيباتيا الذهبية لأفضل فيلم تسجيلي قصير في مهرجان الإسكندرية للفيلم القصير في دوته الخامسة 2019

## ملخص الفيلم
يحتفظ أغلب المصريين بعدد من الأشياء القديمة والمهملة في ركن الشرفة، وبداخل البيوت يوجد أكثر من ركن غير ظاهر للعيان مليء بتلك الأشياء الغير صالحة للأستخدام، تنتشر هذه الظاهرة في جميع بيوت المصريين لدرجة تصل إلى أنها أصحبت جزء من طبيعة وسمات البيت المصري، يصحبنا الفيلم في رحلة داخل بيوت عدد من الأسر المصرية، تبحث عدسة المخرج عن الأماكن التي يحتفظ بها المصريون بأشيائهم المهملة أو كما يطلقون عليها «كراكيب» لنعرف لماذا يحتفظ المصريون بأشياءهم القديمة؟.

## طاقم العمل

### فكرة وإعداد
نهلة كرم

### تصوير
أحمد نادر
نهال القوصي

### إنتاج
شركة x-media
المنتج أحمد مبارك

### منتج مشارك
نهال القوصي
محمد عبد اللطيف

### مونتاج
أحمد نادر

### إخراج
أحمد نادر
نهال القوصي

## مهرجانات وجوائز
شارك الفيلم في سوق مهرجان أمستردام العالمي للأفلام الوثائقية - IDFA Docs for Sale 2018 
شارك الفيلم في سوق مهرجان كليرمون فيران للفيلم القصير بفرنسا 
فاز الفيلم بجائزة هيباتيا الذهبية لأفضل فيلم تسجيلي قصير في الدورة الخامسة لمهرجان الإسكندرية للفيلم القصير 2019 